# Oppeln (Löbau)
Oppeln (obersorbisch Wopaleńⓘ) ist ein Ortsteil der sächsischen Stadt Löbau im Landkreis Görlitz in der Oberlausitz. Der Ort liegt fünf Kilometer nördlich des Löbauer Stadtzentrums nahe dem Löbauer Wasser. Umgebende Ortsteile sind Glossen im Norden, Kleinradmeritz im Nordosten, Bellwitz im Süden sowie Kittlitz im Südwesten.

## Geschichte
| Jahr | Einwohner             |
| ---- | --------------------- |
| 1777 | 8 Gärtner, 16 Häusler |
| 1834 | 163                   |
| 1871 | 171                   |
| 1890 | 164                   |
| 1910 | 146                   |
| 1925 | 150                   |
| 1939 | 152                   |
| 1946 | 202                   |
| 1964 | 203                   |

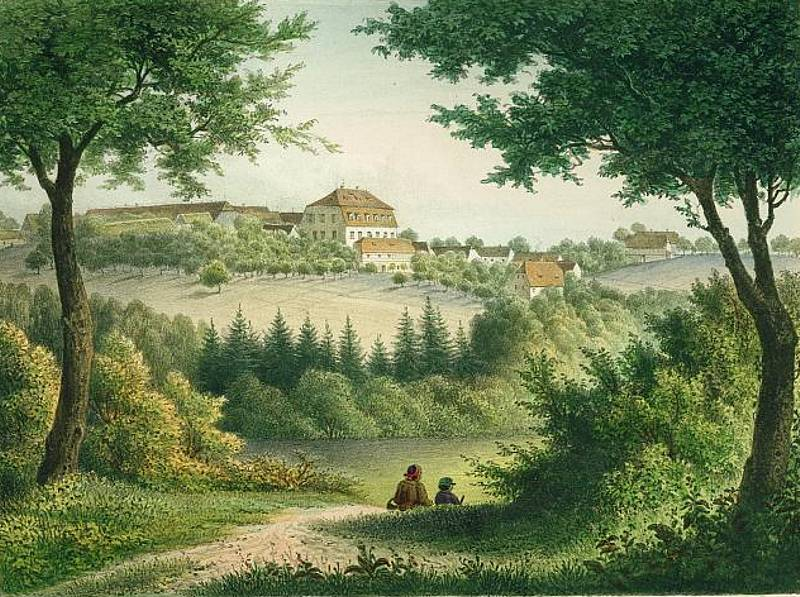
Oppeln mit Rittergut um 1860

Oppeln wurde im Jahr 1261 erstmals als Herrensitz eines Wernherus de Opal urkundlich erwähnt, ist jedoch vermutlich deutlich älter, da archäologische Funde auf eine entsprechend frühere Besiedlung hinweisen. 1298 wird der Ort in Verbindung mit dem Pfarrherrn der Kittlitzer Kirche genannt. Durch Oppeln führte ein Abzweig der wichtigen Handelsstraße Via Regia Lusatiae Superioris. Außerdem gab es in der Nähe der Oppelner Wassermühle eine Furt durch das Löbauer Wasser, was für die Verkehrsbedeutung der kleinen Siedlung spricht.
Schon im Mittelalter war Oppeln Sitz zweier Herrengüter. Aus dem Oppelner ging 1599 das bis 1945 bestehende Rittergut hervor. Dieses befand sich zunächst im Besitz der Familie von Oppeln, ab 1493 der Familie von Nostitz. Im 16. und 17. Jahrhundert gehörte das Rittergut der Oberlausitzer Adelsfamilie von Gersdorff.
Ein zweites Lehngut bildete den Ortsteil Kalkreuth, der bereits im 19. Jahrhundert nach Oppeln eingegliedert wurde. Bis heute erhalten ist das Herrenhaus des Oppelner Rittergutes, ein schlichter dreigeschossiger Bau mit winkelförmigem Grundriss und Mansarddach. Das Gebäude stammt in seiner heutigen Form aus dem letzten Drittel des 18. Jahrhunderts und wird als Wohnhaus genutzt.
Arnošt Muka zählte 1884 insgesamt 154 Einwohner; davon waren 124 Deutsche und 30 Sorben (19 %). Diese sprachen den Löbauer Dialekt des Obersorbischen. Ernst Tschernik zählte 1956 in der Gemeinde Oppeln gerade noch zwei Sorbisch-Sprecher. Heute wird in Oppeln nicht mehr sorbisch gesprochen.
Im Ortskern sind noch einige ältere Wohngebäude erhalten geblieben. Das Gebäude Oppeln Nr. 10 diente bis 1945 als Dorfgasthof „Stadt Görlitz“. Nach Auflösung des Rittergutes im Zuge der Bodenreform wurden die landwirtschaftlichen Flächen bis 1990 von der LPG Löbau-Nord bewirtschaftet. In Oppeln errichtete diese in den 1970er Jahren einen Gebäudekomplex zur Aufbereitung und Lagerung von Gemüse und Hopfen. Seit 1974 ist Oppeln Ortsteil von Kittlitz und gehört seit 2003 als Stadtteil zur Großen Kreisstadt Löbau.